# Tellermine 29
Die Tellermine 29 war eine  Panzerabwehrmine der Reichswehr und der Wehrmacht im Zweiten Weltkrieg.

## Geschichte
Die Tellermine 29 wurde 1929 als Panzerabwehrmine in die Reichswehr eingeführt. Bis 1931, als die Produktion auslief, war ein Bestand von ungefähr 61.000 Stück in den Depots vorhanden. Sie wurde bis zum Ende des Zweiten Weltkriegs verwandt. Nachfolger war die ab 1937 eingeführte Tellermine 35.

## Funktionsweise
Die Mine, die verdeckt oder offen abgelegt wurde, hatte im Deckel drei Aufnahmekanäle für den Zug-Druck-Zünder ZDZ 29. Drei weitere Nebenkanäle in der Seite und im Boden der Mine waren für die Wiederaufnahmesicherung durch Entlastungszünder verantwortlich. Zum Auslösen der Mine war eine Last von 125 Kilogramm nötig. Aber auch eine Einstellung mit 45 Kilogramm war möglich.